# カスミ (アニメポケットモンスター)
カスミは、任天堂のゲームソフト『ポケットモンスター』シリーズを原作とするアニメ『ポケットモンスター』シリーズに登場する架空の人物。声優は飯塚雅弓。

## プロフィール
- 出身地：カントー地方・ハナダシティ
- 職業：ハナダジムリーダー、ポケモントレーナー
- 夢：世界一の水ポケモントレーナーになること
- 年齢：10歳[注釈 1]
- 登場時期[注釈 2]：PM・AG・DP・BW2N・SM・MPM・SS・OA・MV
- 経歴
  - ポケモンレース：途中リタイア
  - お雛様クイーンコンテスト：優勝
  - アズマオウ・フィッシング大会：優勝
  - うずまきカップ：ベスト16
  - アルトマーレ・水上レース：優勝（劇場版）

## 各国の日本国外名
- 英語：Misty
- フランス語：Ondine
- 韓国語：チェ・イスル(ハングル：최이슬)
- 中国語
  - 普通話：小霞(拼音: xiǎoxiá; 注音: ㄒㄧㄠˇㄒㄧㄚˊ)
  - 広東語(香港)：小霞(粤拼: siu2 ha4)

## 人物
無印シリーズのヒロイン。ハナダジムの4人姉妹の末っ子。アニメでは当初ジムリーダーではなかったが、後に3人の姉（長女：サクラ、次女：アヤメ、三女：ボタン）に代わりジムリーダーとなった。一人称は基本的には「あたし」。サトシより若干背が高い。メガシンカ時の掛け声は「強く、雄々しく、美しく、私の青いスイートハート、メガシンカ」。

### 性格・特徴
勝気な性格。マイペースで我が強く、プライドが高く自信家で、ポケモンバトルやゲットにも積極的である。基本的には快活で仲間たちとの仲も良いが、カントー編ではしばしばサトシやタケシ、一部のポケモンやゲストキャラクターなどに鉄拳制裁を振るう場合もあった。タケシに対しては、お姉さんに告白した際に、耳を引っ張るツッコミを行う。無印初期はサトシが子供っぽさの強い性格だったこともあり、先輩らしい対応をすることが多く見られた。劇中で気性が荒いことを幾度も仄めかされ、明言すらされている。目上の人物に対しては他の主要キャラクター同様、基本的には礼儀正しく接しているが、相手の言動が気に入らない場合は、悪人でなくとも威圧的な態度を取ることがある（サイドストーリーなど）。また、責任感は人一倍強く、自分の手持ちのポケモンが悪人に攫われそうになった時は身を挺して助けたり、サトシ達との旅を終えた後に姉たちに放置されたハナダジムを10歳にして一人で切り盛りするなど、心根の強い一面がある。その反面、サトシやタケシに深刻な悩みを打ち明けないなど、人に弱みを見せずに強がってしまう所がある。
普段は勝気な言動が目立つが、時折繊細な一面や優しさを見せるなど、基本的にサトシ達と同じく正義感の強いポケモン思いのトレーナーである。みずポケモンを溺愛していることもあり手持ちポケモンへの愛情も強く、トゲピーに関してはサトシから親馬鹿と言われるほど大事にしている。しかし、先輩トレーナーとして度々サトシを諌めたり、サトシ以外の他人に対してもポケモンのことについて説教をしたり言動を非難する事もある。しかし、実際は本人が同じ事をしている場合も多いなど、カスミ自身も未熟である。ポケモンに関する事柄以外でも、サトシの言動に対し何かと呆れたり「お子ちゃま」呼ばわりしたり、厳しい評価をするなどの言動が多いが、その反面カスミ本人も少々わがままかつ自分勝手でちゃっかりしている。
出涸らしと揶揄された際や、サトシが「たいして可愛くない」と言った際など、外見を貶されることに過敏に反応する、自分自身について度々「可愛い」「世界の美少女」「おてんば人魚のカスミ」と自称するなど、外見を気にしている描写も多い。ロケット団に人質にされた（28話、141話など）こともあったが、いずれもサトシ達に助けられている。

### 嗜好
ほぼみずタイプ専門のポケモントレーナーでみずポケモンをこよなく愛しており、水ポケモンマスターになるという夢を持つ。ドククラゲに対しサトシやタケシが疑問に思うような憧れ方をするなど（触手に絡められた際は喜ぶほどである）、みずポケモンについてはややずれた美意識も持つ。同時に水タイプポケモンに関する知識は豊富である。なお、幼少時の出来事が原因でギャラドス（コジロウの進化したものやイブキ、ウミオの所持している別個体も同様）だけは苦手としていたが、番外編にて克服し、AGで再登場した際は見事に使いこなしていた。一方で初期から一貫して一部を除くむしポケモンは苦手としており、度々「虫は無視」「虫は嫌い」と明言し、道中でむしポケモンに出会ったとたんに悲鳴を上げたり逃げ出したりするなど、むしポケモンに遭遇した際にカスミが拒否反応を起こすことは通例となっている。そしてその虫ポケモンの中でも群を抜いてイトマルを苦手としており、顔面に糸を吹きかけられた際には、目を回して気絶してしまうなど散々な目に遭わされている。ただし前述のように旅の仲間で虫タイプのポケモンが手持ちに加わって以降は、拒否反応を見えることは少ない。またみずポケモンではなくても可愛いポケモンは好いており、野生であればゲットを試みる事もある。
趣味は釣りで、自身が「カスミスペシャル」と名づけた特製のルアーを複数所持する。自分の姿を模ったルアーもあり、そのうちの1つはサトシが所持している他、SM120話ではスイレンにもルアーを渡していたことが明らかとなった。使用する寝袋は水玉模様。料理は極めて下手で、カスミ本人は料理は男の仕事だと思っている。サトシとは対照的にオムライスなどの洋食や洋風が好きと取れる描写も多かった。人参とピーマンは嫌いらしい。

### 対人関係
サトシに対しては嫌味を言ったり馬鹿にするような言動を頻繁に取っており、それらが原因で度々喧嘩していたが、基本的には憎まれ口を言い合ったりする気の置けない仲である。サトシに好意を寄せているとも取れる描写がなされている場面もある。また、サイドストーリーでは、ツトムに他に好きな人がいるのかと問われた際には、照れて誤魔化す描写もある（その際はコダックに含み笑いをされている）。サトシの正義感やポケモンを大事にする一面は認めており、AG編でセーラ姫には皮肉りながらも「こういう時のサトシは意外と頼りになる」と信頼している。
タケシに関しては年上の女性にアプローチする面には呆れており、よくツッコミを言いながら耳またはタケシの服を引っ張って退場させている。炊事やポケモン達の面倒には頼っており、信頼している。
ケンジとはお互い旅を終えてからはケンジが度々ハナダジムに訪ねてきたり、タマゴをもらったりと交流を続けている。サイドストーリーではナナコやサクラから彼氏と勘違いされている。
姉3人のカスミに対する扱いは悪く、カスミのことを「美人三姉妹とその出涸らし」と揶揄するような扱いをしており、さらに姉3人のファンからも「美人三姉妹の4番目」などという扱いを受けている。そのため、姉達がカスミにとっては強いコンプレックスになっているとも取れ、カスミがジムを飛び出した理由もそれのようで、当初はハナダシティに帰ることすら嫌がっていた。4姉妹の末っ子という立場は色々と苦労が絶えないようで、ハルカの弟・マサトなど自身と同じく年上の兄弟が居る相手には親身になり、エンジュシティで似たような境遇のサクラに出会った際も意気投合していた。
スイレンとはカントーに課外授業で訪ねてきて以降、同じ水タイプのポケモンが好きなためか、スイレンがアローラ地方に帰って以降も文通で交流しており、彼女の招待でアローラにも訪れたりしている。

### 服装
腹部の出たノースリーブTシャツに、サスペンダー付きのショートパンツという露出度の高い服を着ている。当初予定されていなかった海外進出の際、へそ出しはアメリカの放送倫理規定に引っかかることとなったため、途中からトゲピーを抱かせて腹部を極力隠すようになる。『アドバンスジェネレーション』で登場した際は服装が変わり、腹部の出た衣装ではなくなった。水着姿はハルカと同じようにビキニや競泳用水着が多い。週刊ポケモン放送局で司会をしていたときには、チャイナドレスを着ていた。髪型は、ショートヘアを左上（向かって右側）で結んだ独特のサイドテールにしている。原作ゲームのキャラクターデザインが変わっても不変で、アニメで衣装を変えるときもほとんど変わることはなく、外見上の大きな特徴となっている。『ベストウイッシュ シーズン2 デコロラアドベンチャー』のEDや最終回のサトシのイメージシーン、SM42話では旧来の服装で登場し、アローラ地方に訪れた際は南国風の衣装で登場した。また、髪留めにキーストーンを仕込んでいる。

## 略歴
釣りをしている時に、置いていた自転車をサトシに使用される。その後、自転車が壊されため、その弁償を迫って旅に同行するが、旅をしているうちに自転車のことは忘れ、サトシたちと一緒に行動をすることが旅の目的となる。
サトシとはカントー地方、オレンジ諸島、ジョウト地方の3つの地方を渡り歩き、旅を共にした。
金銀編の終盤で、ジムリーダーを務める姉達が福引で「世界一周旅行3名様御招待」を当てジムを空けることになったため、サトシたちと別れハナダジムに帰り、ジムリーダーを代行することになる。別れ際にサトシにタケシの弁当を包むハンカチを渡し、それがサトシを救った。しかし、姉達が旅行から帰ってきても買い物や稽古事など理由を作ってジムの運営を怠慢するため、結局ジムの運営のほとんどをこなすことになる。
AGでは「トゲピー祭り」に参加するためホウエン地方のミラージュ王国を訪れる。その際ちょうど近くを通りかかったサトシ、タケシと再会し、ハルカ、マサトの2人と初めて対面する。王国の王位簒奪の争いに巻き込まれるが、そこでトゲピーがトゲチックに進化。事件解決後、王国に残ると決めたトゲチックと別れハナダジムに戻る。その後、サトシが出場したホウエンリーグをテレビで観戦した後、オーキド博士にサトシがホウエン地方から帰ってくることを聞きケンジから貰った卵から生まれたルリリをオーキド博士に見せるためマサラタウンを訪れており、マサラタウンに帰って来たサトシを出迎えた。その後、サトシがバトルフロンティアに挑戦するための旅で、途中のハナダシティまで同行する。
『戦慄のミラージュポケモン』では、ドクター・ユング博士に研究所に招待されサトシ達と再会するが、ドクター・ユングの陰謀に巻き込まれる。
DPからXYでは直接の登場はなかったが、DPスペシャル回（テレビ東京系の初回放送のみ）のナレーションに複数回登場。DP特別編には一緒に旅をした仲間として、サトシ、カスミと共に3人で写っている写真もタケシの部屋に飾られている場面がある。
BW2Nではサトシの回想シーンのみ登場。DAのEDではマサトやバージルと手を繋いでいた他、最終回ではオーキド博士によりケンジがカスミに会いに行ったことが語られた。
SM42話でタケシと共にオーキドからの依頼でポケモンスクールの旅行でカントー地方の案内役として再登場し、AG134話『オツキミやま！ピィとピッピとピクシーと！』以来サトシとの再共演を果たした。美人の女性に弱いタケシを耳を引っ張って止めたり、虫ポケモン嫌いなのは健在。この時は、カントー地方・オレンジ諸島・ジョウト地方における旧来の服装で登場する。ハナダジムでサトシ・スイレン・マオとのバトルを行った後、カントーの空港でレプリカのブルーバッジをスクールの女子陣に渡し、今度アローラ地方に来るのを約束してサトシ達と別れた。SM102話ではスイレンとの文通を通して休暇を兼ねてタケシと共にアローラ地方へ来た。劇場版『ポケットモンスター キミにきめた!』では、サトシに自転車を貸すシーンがないため未登場。エンディングにタケシやXYまでのサトシの仲間達と共に登場する。
PM2の18話ではタケシや他のジムリーダーと共にシルエットのみ登場。132話ではポケモンワールドチャンピオンシップスの決勝戦であるサトシとダンデの試合をジムのプールにあるテレビで鑑賞していた。最終回EDでゴウのインテレオンに抱き着いていた。
MPMの第2話ではジムを姉たちに代わって再び旅に出る。サトシと再会する前からウデッポウを何度か釣り竿で釣ってGETされずに運命を感じるようになり、サトシと再会してからウデッポウをGETするためにポケモン勝負することなって勝利する。サトシの後ろから隠れながらついていくはずがバレてしまい、金銀編ぶりにサトシとの旅を共にする。

## カスミのポケモン
みずポケモン専門のジムで育った影響から、彼女のポケモンのほとんどがみずタイプを持つ。
旅に出ていたときは、手持ち以外のポケモンは実家のハナダジムに預けていた。現在はジムリーダーを務めるカスミのポケモンとして、ハナダジムで暮らしている。

### トサキント
トサキント
- 声 - 大谷育江
- 登場時期：PM・SS・MV

2話から登場。ヒトデマンと同様、カスミが初登場時から所持していたポケモンの一つで、カスミがレギュラーから外れるまで彼女の手持ちとして登場する。第2話でロケット団相手に、「ほんの見本よ!」と不意をつくのに出したのが初登場。水のない所ではじたばた跳ねるだけであるが、水中戦では活躍する。泳ぎ方は優雅かつ可憐である。色気のある声で鳴く。
使用技は「みずでっぽう」、「つのでつく」、「みだれづき」、｢たいあたり｣、「こうそくいどう」、「ちょうおんぱ」、「つのドリル」。

### ヒトデマン
ヒトデマン
- 声 - 三木眞一郎
- 登場時期：PM・SM・SS・MV

6話から登場。カスミが最初から持っていたポケモンのうち、一度も手放すことなく手持ちメンバーに入っている数少ない存在。カスミの手持ちでは、トサキントと並ぶ最古参ポケモンである。「ヘアッ!」という鳴き声が特徴。また疲れたりバトルに敗れた際は、中心のコアが点滅する。
陸上のバトルでも使用されており、手堅い戦力であることからカスミの信頼は厚く、バトルの使用率は高い。またロケット団の気球に体当たりし、穴を開ける役割も多かった。
使用技は「みずでっぽう」、「こうそくスピン」、「スピードスター」、「たいあたり」、「バブルこうせん」（SM）。

### スターミー
スターミー
- 声 - 愛河里花子
- 登場時期：KT・MPM・SS・MV

7話から登場。カスミが最初から持っていた。ヒトデマンの進化形に当たるが、上記のヒトデマンとは別の固体であり、初期にはヒトデマンとスターミーのコンビネーションも見られる。初期の頃はヒトデマンに代わってバトルの機会が多かった。ハナダジムに立ち寄った際に後述のタッツーと共に姉たちの元へ預けられる。
「めざせポケモンマスター」の第4話にて久々に手持ちに入れられており、タケシのフォレトスと共に道を作る活躍をした。
使用技は「たいあたり」、「みずでっぽう」、｢サイコキネシス｣、「こうそくスピン」（めざせポケモンマスター）。

### タッツー
タッツー
- 声 - 豊嶋真千子
- 登場時期：KT・SS

19話から登場。メノクラゲとドククラゲが街を襲いに来る事を海面に墨で絵を描いて警告する。事件が解決した後カスミにゲットされる（カスミが劇中で初めてゲットしたポケモンでもある）。40話で檻に閉じ込められたまま誘拐されたときは、墨を吐いて手がかりを残した。しばらく共に旅をするが、広い海から急に陸地に来たことからストレスにより元気を無くし、そのことを憂慮したカスミによりハナダジムに立ち寄った際に預けられる。
使用技は「みずでっぽう」、「あわ」、「えんまく」。

### コダック
コダック
- 声 - 愛河里花子
- 登場時期：PM・SM・MPM・SS・OA・MV

27話から登場。カスミが所有するポケモンの中では、トサキント、ヒトデマンに次いで手持ち期間が長いポケモンである。
ポケモンセンターに預けられていた頭痛持ちのポケモンで、タケシが自然の中で療養させると言って連れ出すが、カスミが偶然落としたモンスターボールに入り、そのままカスミのポケモンになる。
コダックが本筋に関連するエピソードは多々あり、カスミのポケモンでもスポットライトを浴びる機会が多い。
サトシのミジュマル、ムサシのソーナンス、タケシのグレッグル、ハルカのエネコ、シトロンのハリマロンなどと同じように、持ち主の意志に反してモンスターボールから出てきたり、持ち主の気づかない内にいつの間に出てくる事もある。
能天気な性格で、当初はカスミの指示も分からず、テンポのずれた奔放な行動でカスミの手を焼かせる。攻撃を受けても、反応が少々鈍く少し経ってから痛がるほどである。しかし、連続して攻撃を受け続け頭痛がひどくなると、強力なエスパータイプのわざを発動する。エスパーわざが発動して負けたことはないが、逆にエスパー技を使用せずに勝利したことも無い。みずタイプであるにもかかわらず泳げないが、背泳ぎはできる。サイドストーリーでは、泳げるようになるために顔を水につけることから始める練習をさせたものの、水が当たっただけで逃げ出し、カスミが追いかける事を繰り返していた。
また、様々な場面でつまみ食いをするなど、食い意地が張っている（無印第40話『イーブイ4きょうだい』・第96話『おおぐいカビゴン!だいパニック!』・劇場短編『ピカチュウのなつやすみ』）。そのせいでヒメグマがサトシ一行のリンゴを盗み食いした際は、カスミに真っ先に犯人扱いされた（無印第188話『ヒメグマのひみつ!』）。さらに、強面のポケモンと対戦する場合、脅えて逃げ出す悪癖も持つ。無印第32話『セキチクにんじゃたいけつ!』ではアーボックから、週ポケサイドストーリー第5話『カスミ!ブルーバッジをゲットせよ!』ではオーダイルからそれぞれ逃げ出した。
自身と同じようなポケモンとは心通じるらしく、無印第68話『ヤドンがヤドランになるとき』ではヤドンと、第129話『ヌオーとGSボール!?』ではヌオーと、それぞれ視線を合わせて心を通わせ合った。この内、ヤドンと会話をするが、周囲から一生会話が終わらないと言われた（ヤドランに進化した後でも同様）。その他、映画の主役に抜擢され、ヒロイン役のプクリンから一方的に惚れられたこともある（無印第71話『ポケモン・ザ・ムービー!』）。
何を考えているか分からない部分も多いが、時折やる気を見せたり、カスミに甘えたりしているので、トレーナーへの忠誠心は厚いようである。ただし、やる気が空回りしたり、普段が頼り無いため、本気の発言でもカスミたちに信じてもらえることは少ない。ケンジの指摘では、コダックはカスミに恋をしているとのこと（無印第93話『さよならコダック!またきてゴルダック?』）。一方のカスミも、普段は出来の悪いコダックに怒ってばかりだったが、キョウとアヤ、ポケモン交換会で複数の人からコダックの交換を持ちかけられた際には、断固として拒否した後、褒めてあげたり（無印第148話『ソーナンスとポケモンこうかんかい!!』）、『ミュウツーの逆襲』でミュウツーに捕まった時は真っ先に動揺するなど、コダックへの愛着は少なからず存在するようである。
SM編43話で再登場した時は以前のように怒ったり殴ったりせず、ハナダジムの留守番を頼まれるなど、カスミからの信頼を得られるようになっていた。またおとぼけな一面は相変わらずだが、バトルは真面目に取り組むようになりカスミの指示に従うようになった。他にもスイレンのアシマリとマオのアママイコの2対1とコダックが苦手な草タイプのアママイコを相手にしても動じず、アシマリのバルーンから落とされた際に頭を打って最終的にねんりきを発動させ勝利。以前と比べて強くなっていることが描写されている。自身の放った「みずでっぽう」が入ったアシマリのバルーンに閉じ込められた時は全く動じていなかったが、泳げないのは相変わらずだった。一方でSM編102話～103話では勝手にボールから出てきては、モアニの売り物の果物を食べたりカスミのソフトクリームを横取りしたりと、呆れられる一面は変わっていなかった。
「めざせポケモンマスター」の最終回ではピカチュウとの別れを悲しんでいた。
使用技は「かなしばり」、「ねんりき」、「ひっかく」、「サイコキネシス」、「しっぽをふる」、「みずでっぽう」を使用する。
設定上のコダックの平均的な身長は80cmであるが、カスミのコダックの場合は小柄で、40cmと設定されている。

### トゲチック
トゲピー→トゲチック
- 声 - こおろぎさとみ
- 登場時期：PM・HT・SM・SS・OA・MV

50話から登場。古代ポケモンの発掘現場に埋まっていたタマゴをタケシが温めたところ生まれた。孵化した後はサトシ・タケシ・カスミ・ロケット団のニャースの4人で争奪戦が行われた。結果はサトシの優勝であったが、誕生の瞬間にカスミがサトシとタケシを押しのけてトゲピーの目前に来たため、「刷り込み」の効果により生まれて初めて見た人間であるカスミを親だと思い込み、彼女のポケモンとなる。
カスミのポケモンとしては珍しくみずタイプ以外のポケモンでもある。初登場以降はある意味でカスミの代表ポケモンである。
サトシのピカチュウと同様、モンスターボールには全く入れず、常にカスミが胸元に抱いている（ただしピカチュウは本人の意志でモンスターボールに入ることを嫌うが、トゲピーの場合はカスミの意向だと思われる）。キャストクレジットも作品によってはカスミの下に表示されることもある。寝る時は頭のトゲを収めるようにして寝る。
プリンに顔を落書きをされても喜ぶほど純粋無垢。一緒に旅をする仲間のポケモン達の弟分で、サトシのピカチュウとは特に仲が良く、兄のように慕っていた。幼さゆえの危なっかしさに、お守り役のピカチュウをはじめ周囲が振り回されることもしばしば。好奇心から単独でどこかに行ってしまうこともあり、その先々でその回のゲストポケモン（ビリリダマ、ヘルガーなど強面のポケモンが多い）との出会い・別れを経て精神的に成長する。
赤ん坊のためまだ十分に戦えないが、「ゆびをふる」を使って皆の窮地を救うこともある。その一方で、「テレポート」を出して迷子になるなど、トラブルを起こすことも度々あった。技を使い出した当初は誰もそのことに気付いていなかったが、トレーナーのカスミは徐々にその能力を心得るようになった。基本的にバトルの戦力としては扱われていないが、例外的にワニノコをかけてサトシとバトルした際、ピカチュウに対し1番手として使用。ピカチュウが心理上トゲピーには攻撃できないことを利用し、ピカチュウに抱きついて甘え、戦意喪失に追い込んで勝利した。手出し一つできなかったピカチュウは、対戦後にへこんでいた。
声優を担当したこおろぎは、スタッフから「トゲピーは他のポケモンみたいに自分の名前を名乗りたいけど、上手くしゃべれない」と説明されて、どんな鳴き声で演じるか試行錯誤したという。「ピー」の部分を巻き舌で発音して演じるようにしたのは彼女のアイデアである。アニメのフィルムコミックでは、鳴き声は「チョゲ、ピー」という表記になっている。
AG44話でカスミとともに再登場。AG45話でトゲチックに進化し、事件解決後はトゲピーとトゲチックの桃源郷である異世界を守ることを誓い、カスミの手元を離れた。DAのEDにはカスミのポケモンとして姿を見せ、SM42話では回想に登場している。
使用技は「ゆびをふる」、「あまえる」、「しんぴのまもり」。

### ゴルダック
ゴルダック
- 声 - 関智一
- 登場時期：OS

93話に登場。期間限定のカスミのポケモン。ハッサク島でカスミがコダック入りボールのバッグを海に落とした際に拾ったところで出会った。カスミからは手持ちのコダックが進化したと思われていた。とぼけたコダックから一転し、クールな性格となっている。バトルの実力も高く、額から発射される「はかいこうせん」でロケット団を撃退し、同話のゲストキャラ・ツバキ（声 - ゆかな）とのバトルにも勝利している。バトル後、カスミがゴルダックをボールに戻そうとした際にコダックが出てきたことで、実はコダックはボールの中で昼寝していたことが判明。当のゴルダックはただ女好きだっただけの野生のゴルダックであり、進化したと勘違いしたカスミはショックを受けた。なお、ゲットしたというわけではないため、ゲットされないままカスミの指示に従った初の野生のポケモンとなった。
使用技は「ねんりき」、「みだれひっかき」、「みずでっぽう」、「かなしばり」、「はかいこうせん」。

### ニョロトノ
ニョロモ→ニョロゾ→ニョロトノ
- 声 - 三木眞一郎
- 登場時期：OS・JT・MPM・SS・OA・MV

112話から登場。ラフレシアの花粉で麻痺症状を起こしたサトシとケンジを助けるため、アシレ水草を探していたカスミと出会う。その後優しくしてくれたカスミに懐き、カスミからも親切なところを気に入られたためゲットされる。
ジョウト地方でワニノコ争奪戦時にニョロゾに進化。進化後はパワーが格段に上がり最終進化系のニョロボンを倒すなどバトルの実力も高く、カスミのエースとして活躍。249話でサトシが196話でポケモン相撲大会の優勝賞品として所持していた「おうじゃのしるし」を被ってニョロトノに進化し、それまでの真面目な性格から陽気な性格に姿と共に変化する。そのためコダックに並びカスミから呆れられることもあるが、進化前程ではないがバトルに使用される。ニョロトノへ進化して以降はよく手をたたいている。ジョウトリーグでは応援席でトゲピーや、コダックと共にサトシを応援していた。
本来なら通信交換で「おうじゃのしるし」を持たせて進化するが、劇中では偶然「おうじゃのしるし」を持った状態でモンスターボールに入れられ、ポケモンセンターに一時的に預けられ、そこから転送された後ボールから出された際、「おうじゃのしるし」をかぶっていたために進化する。
「めざせポケモンマスター」第2話では陽気な性格は変わっていなかったものの、ヘイガニとバトルし勝利する。
現在の使用技は「とびはねる」、「きあいだま」、「ハイドロポンプ」、「メガトンパンチ」。以前は「みずでっぽう」、「おうふくビンタ」、「いばる」、「あわ」、「ずつき」、「バブルこうせん」も使用。

### サニーゴ
サニーゴ
- 声 - 大谷育江
- 登場時期：JT・HT・SM・SS

215話から登場。ジョウト地方・うずまき諸島でゲットされ、以後はカスミの主力となる。カスミの信頼は厚く、カスミがハナダジムリーダーに着任して以降、ギャラドスと共に彼女の戦力の中心を形成している。AG44話ではヌケニンに攻撃するものの、特性「ふしぎなまもり」の効果によりダメージを与えることができず、敗れた。元気な性格だが少々落ち着きがない。ボールはワニノコの捕獲に失敗した際に回収したルアーボールである。
SM編では久々に登場。落ち着きがない性格は相変わらずで、アローラ地方の売り物のサニーゴのトゲを自分の仲間のものと勘違いして、かなり動揺していた。
使用技は「とげキャノン」、「ミラーコート」、「バブルこうせん」、「じこさいせい」、「たいあたり」。

### ギャラドス
ギャラドス
- 声 - 石塚運昇
- 性別：♂
- 特性：かたやぶり（メガシンカ時）
- 持ち物：ギャラドスナイト（SM編）
- 登場時期：HT・SM・MPM・SS

SS2話から登場。ハナダジムのコイキングが進化した姿で、当初は手がつけられず暴れていた。カスミは幼い頃に体験したトラウマが原因でギャラドスに苦手意識を持っていたが、実家であるハナダジムに戻ってきた時にこれを克服し、カスミのポケモンとなる。以降は彼女の主力ポケモンとなっており、ホウエン編ではミラージュ王国の摂政、ハンゾウのヌケニンを「かえんほうしゃ」で破る活躍を見せた。また、『戦慄のミラージュポケモン』でも姿を見せている。SM編ではメガシンカが可能になり、サトシのピカチュウと激闘を繰り広げるも敗れる。102話ではロケット団のメカと対決し撃破した。
「めざせポケモンマスター」第7話では野生のホエルオーを助ける為に活躍した。
SS（AGの時期）から登場したが第一世代のポケモンである。
使用技は「ハイドロポンプ」、「あまごい」、「ぼうふう」、「かみくだく」（SM編）。以前は「あばれる」、「かえんほうしゃ」、「はかいこうせん」も使用。

### ラブカス
ラブカス
- 声 - 阪口大助
- 性別：♂
- 登場時期：SS

SS16話から登場。「カスリン」というニックネームを付けられたオスのラブカス。町内旅行でのビーチリゾート先でゲットされたらしい。カスミの姉のサクラが持つメスのラブカスの「ラブリン」のことが好きである。やや気弱な性格。
ラブリンがロケット団のヤマトとコサブロウに連れ去られた際には、ロケット団の秘密基地を探し当てる。そしてラブリンと共闘し、「ラブラブ水鉄砲」でロケット団を撃退した。
使用技は「みずでっぽう」、「れいとうビーム」、「かげぶんしん」、「たいあたり」、「こうそくいどう」。

### ルリリ
ルリリ
- 声 - 林原めぐみ
- 登場時期：HT・MPM

AG132話から登場。トゲピー（トゲチック）に代わりカスミに抱えられる。ケンジから貰ったタマゴから生まれたらしいが、ケンジのマリルの子どもであるかどうかは不明。
使用技は「みずでっぽう」、「あわ」、「リフレッシュ」。

### ウデッポウ
ウデッポウ
- 声 - うえだゆうじ
- 登場時期：MPM

『めざせポケモンマスター』第2話から登場。当初はサトシのヘイガニとはライバル関係だったが、ロケット団に狙われ共に撃退したことで互いに友情が芽生える。最終的にはカスミのニョロトノとサトシのヘイガニのバトルの末、カスミが勝ったことによりゲットされるも、ヘイガニとの友情は変わっていなかった。第5話ではコダック、ニョロトノとともに消火活動をした。
使用技は「みずでっぽう」。